# Mesoleius strobli
Mesoleius strobli là một loài tò vò trong họ Ichneumonidae.